# Ken Forbus
Ken Forbus (...) è un informatico statunitense.
È professore di Informatica alla Northwestern University. Ha ottenuto un dottorato di ricerca in intelligenza artificiale al MIT, e la laurea in Informatica presso lo stesso istituto. È noto per il suo lavoro in intelligenza artificiale nell'ambito della teoria dei processi qualitativi, della comprensione degli schizzi automatizzati e del ragionamento analogico automatizzato. È membro dell'Association for the Advancement of Artificial Intelligence (AAAI) e della Società Internazionale di Scienze Cognitive (Cognitive Science Society).